# Іка (регіон)
Іка (ісп. Ica, кеч. Ika suyu) - регіон на південному заході Перу. Межує на заході з Тихим океаном, на півночі з регіоном Ліма, на сході з регіонами Уанкавеліка і Аякучо, і з регіоном Арекіпа на півдні.
Адміністративний центр регіону - місто Іка в долині річки Іка.

## Географічне розташування
Регіон Іка примітний своїми ландшафтами. Це єдиний регіон на південному узбережжі, що лежить на рівнині, в той час як Андські Кордильєри підносяться позаду нього.
На узбережжі Тихого океану є і численні пустельні області, наприклад Ланча-Пампасів і Віллакурі-Пампасів. Тут дують постійні сильні вітри, так звані «Паракас», що приносять із собою хмари піску. Біля узбережжя розташовані кілька островів, серед інших Чинча, Сан-Галлан, Баллестас, Індепенденсія і Санта-Роза.

## Клімат
Клімат Іки сухий, субтропічний, середньорічна температура становить 22°C, на відміну від узбережжя регіонів Анкаш і Ліма, в Іці в зимові місяці сонячно і сухо. Ночі холодні, часом 7-8°C, літо спекотніше і сухіше, ніж в інших прибережних регіонах, температура може досягати 36°C.

## Історія
Регіон Іка відомий з давніх часів, перші поселенці з'явилися тут більше 10 тисяч років тому. Тут процвітали такі давні культури як іка, наска, чинча і паракас.
Культура Паракас виникла між VII і II століттям до н. е. її відмінними рисами є текстиль та вироби з пір'я, трепанація і муміфікація померлих. Культура Наска, навпаки, відома своєю керамікою і тканинами із зображеннями тварин і міфічних істот, а також загадковими гігантськими малюнками, її розквіт припав на II-VII століття. Вони також залишили численні акведуки, що свідчать про високий рівень інженерної думки.
В XV столітті Пачакуті завоював території долин річок Іки, Наски і острови Чинча.
У 1563 році сюди прибули іспанці. Херонімо Луїс де Кабрера заснував місто Вілла-де-Вальверде-дель-Валле-де-Іка, нинішнє місто Іка. З тих пір регіон став центром виноградарства і бавовництва.
Під час війни за незалежність Чилі в Паракас прибув генерал Хосе де Сан-Мартін. Зробивши своєю штаб-квартирою місто Піско, він почав звідси боротьбу за незалежність Перу.

## Адміністративний поділ
Регіон розподіляється на 5 провінцій:
| № | Провінції | Площа, км² | Населення, осіб (1993) | Населення, осіб (2007) | Населення, осіб (2017) | Центр       | К-ть дистриктів |
| - | --------- | ---------- | ---------------------- | ---------------------- | ---------------------- | ----------- | --------------- |
| 1 | Чинча     | 2988       | 150264                 | 194315                 | 240884                 | Чинча-Альта | 11              |
| 2 | Іка       | 7894       | 244741                 | 321332                 | 407286                 | Іка         | 14              |
| 3 | Наска     | 5234       | 52742                  | 57531                  | 17930                  | Наска       | 5               |
| 4 | Пальпа    | 1233       | 13427                  | 12875                  | 14081                  | Пальпа      | 5               |
| 5 | Піско     | 3978       | 104512                 | 125879                 | 159111                 | Піско       | 8               |

## Найбільші населені пункти
Населені пункти з чисельністю населення понад 10000 осіб:
| №                                             | Населений пункт     | Населення, осіб (1993) | Населення, осіб (2007) | Населення, осіб (2017) |
| --------------------------------------------- | ------------------- | ---------------------- | ---------------------- | ---------------------- |
| 1                                             | Іка*                | 161501                 | 227552                 | 284981                 |
| 2                                             | Чинча-Альта*        | 112161                 | 153598                 | 193450                 |
| 3                                             | Піско*              | 84895                  | 61972                  | 78249                  |
| 4                                             | Наска*              | 28505                  | 33940                  | 44773                  |
| 5                                             | Сан-Клементе        | 13200                  | 18849                  | 25368                  |
| 6                                             | Тупак-Амару*        | 9314                   | 18729                  | 24348                  |
| 7                                             | Гуадалупе           | 7209                   | 11229                  | 17566                  |
| 8                                             | Сан-Хуан-де-Маркона | 12919                  | 12795                  | 16410                  |
| 9                                             | Сантьяго*           | 4034                   | 10818                  | 13776                  |
| Примітка: * — конгломерація населених пунктів |                     |                        |                        |                        |

## Пам'ятки
- Місто Іка

Столиця регіону примітна насамперед своїм Регіональним музеєм історії з цікавою колекцією предметів культури та побуту місцевих стародавніх цивілізацій, а також музеєм Каменів Іки. Крім цього, відомим туристичним об'єктом є лежача в пустелі оаза Уакачина, за 5 км від Іки.
- Порт Піско і місто Паракас

Піско, колишня столиця культури Паракас - найбільший порт регіону. Варто відвідати прилеглу бухту Паракас і музей міста Паракас. З Паракаса можна зробити екскурсію також і на острів Баллестас і в національний заповідник Паракас.
- Наска

Головне диво регіону знаходиться саме в Насці, в пустелі Атакама, званої Пампа Колорада. З повітря можна побачити гігантські малюнки - геогліфи Наски, що зображують різні рослини і тварини. Вважається, що ці малюнки, що зображають тварин (павук, мавпа, колібрі, кондор, кит), людей і геометричні фігури, були частиною гігантського астрономічного календаря, створеного з сільськогосподарською метою (з теорії Марії Рейху). Деякі вчені надають лініях церемоніальне і ритуальне значення. Існує версія, що лінії і фігури були картою всесвіту і одночасно посадочним майданчиком для інопланетних кораблів.
- Качиче

Невелике село недалеко від Іки відоме своїми відьмами, які практикували білу магію і допомагали місцевим жителям. На в'їзді в місто стоїть вирізана з цілого дерева скульптура першої відьми міста, донни Юлії.
Крім іншого, регіон відомий найкращими виноградниками, виробництвом місцевої виноградної горілки піско, щорічними святами та церквами.